# جيمس كوينتون (سياسي)
جيمس كوينتون هو سياسي كندي، ولد في 5 مايو 1821 في كندا، وتوفي في 17 مايو 1874 في كندا.